# Marcus Sorg
Marcus Sorg (Ulma, 24 dicembre 1965) è un allenatore di calcio ed ex calciatore tedesco, di ruolo attaccante.